# Brittiska Malaya

Brittiska Malaya 1922
----
Oförenade malajstaterna
Förenade malajstaterna
Straits Settlements

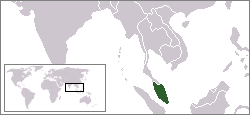
Brittiska Malaya mellan 1909 och 1946.

Brittiska Malaya är en lös beteckning på  de delstater på Malackahalvön som koloniserades av britterna under olika tidpunkter mellan 1771 och 1965. 
Innan formeringen av Malajiska unionen år 1946 var inte kolonierna samlade under en enda administration utan istället bestod Brittiska Malaya av: Straits Settlements, Förenade malajstaterna och de Oförenade malajstaterna. Malaya var också en av de mest lönsamma brittiska protektoraten då den var världens största producent av tenn och senare gummi.
Malajiska unionen upplöstes och ersattes med Malajiska federationen år 1948. Den blev självständig den 31 augusti 1957. Den 16 september 1963 bildades en större federation tillsammans med Sabah, Sarawak och Singapore som kallas Malaysia. Singapore blev självständigt 1965.
Britterna blev först involverade i den malaysiska politiken när de försökte inrätta en handelsstation i Penang, då en del av Kedah år 1771 och Singapore år 1819.